# Бубна опна
Бубна опна или бубница (лат. membrana tympanica) је мембрана која раздваја спољашње и средње уво. Налази се на крају спољашњег слушног ходника (канала), нагнута је под углом од 45% према спољашњем слушном каналу и смештена је у једном усеку (тимпанични усек) овог канала.

## Улога
Бубна опна има двоструку улогу:
- она сакупља звучне таласе као мембрана микрофона и преноси их на случне кошчице. Звучни таласи се из спољашње средине усмере и појачају путем ушне шкољке и слушног канала и долазе право до бубне опне. Бубна опна је повезана са слушном кошчицом чекић, тако да се вибрације бубне опне претварају у покретање чекића и читавог ланца слушних кошчица (чекић, наковањ и узенгија) све до овалног прозора и унутрашњег уха.
- штити мембрану кружног отвора вестибулума (лат. Foramen rotundum) од директног дејства механичких, звучних таласа. Директно дејство звучних таласа на ову мембрану може пореметити покретање перилимфе у унутрашњости вестибулума и ослабити функцију унутрашњег ува.

## Грађа
Бубна опна се састоји из два дела. Лабавог дела или лат. pars flaccida и затегнутог или лат.pars tensa. Затегнути део заузима доста већу површину и он је затегнут у облику левка између дршке чекића и коштаног дела слушног канала. Затегнути део је изграђен из три слоја:
- са спољашње стране (која је окренута спољашњем слушном каналу) прекривен је кожом. Ова кожа је танка и при прегледу отоскопом (при осветљењу) рефлектује светлост.
- средишњи део је изграђен од везивног ткива (лат.stratum fibrosum). Овде је спољашњи слој везивног ткива грађен од влакана која су распоређена радијарно а унутрашњи слој од влакана која су распоређена кружно. На ивици бубне опне ова влакна граде један фиброзни прстен, преко кога је бубна опна улеже у поменути усек спољашњег слушног канала.
- са унутрашње стране (према бубној дупљи) прекривена је слузокожом.

Лабави део (лат.pars flaccida) је мањи део и лежи у горњем делу бубне опне. Овај слој састоји се само од коже (споља) и слузокоже (унутра), док везивни слој фали.

## Инспекција
Инспекција спољашњег и унутрашњег уха може се обавити отоскопом. То је једноставан уређај којим се поменуте структуре осветљују. Нормална бубна опна рефлектује светлост, добро је диференцирана и покретна. Уколико је нпр. дошло до накупљања течности у средњем уху (дакле иза бубне опне) онда је она непокретна, јер течност блокира покретање. Битна је и боја бубне опне, јер је бубна опна прозрачна па се накупљање течности може видети као плава, жута, црна... боја. Усед нагомилавања течности може доћи и до пуцања бубне опне. До пуцања може доћи и услед наглог промена притиска споља (звучна траума, експлозија...). Некада се у терапији запаљења средњег ува (лат. otitis media) она вештачки пробуши, тада течност отиче и болови престају. Оваква интервенцуја се зове парацентеза. Бубна опна може зарасти спонтано или се реконструисати методом тимпанопластике.